# 2004-es Tour de France
A 2004-es Tour de France volt a 91. francia körverseny. 2004. július 3-a és július 25-e között rendezték. 20 szakaszt tartalmazott, a versenytáv 3429 km volt. 21 csapat 188 biciklistája vágott neki a távnak, ebből 147-en értek célba.

## Végeredmény
|      | Versenyző         | Nemzet   | Csapat                  | Idő            |
| ---- | ----------------- | -------- | ----------------------- | -------------- |
| KIZ. | Lance Armstrong   | USA      | US Postal               | 83 óra 36' 02' |
| 2    | Andreas Klöden    | német    | T-Mobile Team           | 6' 19"         |
| 3    | Ivan Basso        | olasz    | Team CSC                | 6' 40"         |
| 4    | Jan Ullrich       | német    | T-Mobile Team           | 8' 50"         |
| 5    | José Azevedo      | Portugál | US Postal               | 14' 30"        |
| 6    | Francisco Mancebo | spanyol  | Illes Balears - Banesto | 18' 01"        |
| 7    | Georg Totschnig   | Ausztria | Gerolsteiner            | 18' 27"        |
| 8    | Carlos Sastre     | spanyol  | CSC                     | 19' 51"        |
| 9    | Levi Leipheimer   | USA      | Rabobank                | 20' 12"        |
| 10   | Óscar Pereiro     | spanyol  | Phonak                  | 22' 54"        |

## Szakaszok
| Szakasz | Időpont    | Végpontok                            | Hossz (km) | Szakaszgyőztes            | Összetett első          |
| ------- | ---------- | ------------------------------------ | ---------- | ------------------------- | ----------------------- |
| Prolog  | július 3.  | Liège – Liège                        | 6,1 *      | Fabian Cancellara (SUI)   | Fabian Cancellara (SUI) |
| 1       | július 4.  | Liège – Charleroi                    | 202        | Jaan Kirsipuu (EST)       | Fabian Cancellara (SUI) |
| 2       | július 5.  | Charleroi – Namur                    | 197        | Robbie McEwen (AUS)       | Thor Hushovd (NOR)      |
| 3       | július 6.  | Waterloo – Wasquehal                 | 210        | Jean-Patrick Nazon (FRA)  | Robbie McEwen (AUS)     |
| 4       | július 7.  | Cambrai – Arras                      | 64 **      | US Postal                 | Lance Armstrong (USA)   |
| 5       | július 8.  | Amiens – Chartres                    | 200        | Stuart O’Grady (AUS)      | Thomas Voeckler (FRA)   |
| 6       | július 9.  | Bonneval – Angers                    | 196        | Tom Boonen (BEL)          | Thomas Voeckler (FRA)   |
| 7       | július 10. | Châteaubriant – Saint-Brieuc         | 204        | Filippo Pozzato (ITA)     | Thomas Voeckler (FRA)   |
| 8       | július 11. | Lamballe – Quimper                   | 168        | Thor Hushovd (NOR)        | Thomas Voeckler (FRA)   |
| 9       | július 13. | St-Léonard – Guéret                  | 160        | Robbie McEwen (AUS)       | Thomas Voeckler (FRA)   |
| 10      | július 14. | Limoges – Saint-Flour                | 237        | Richard Virenque (FRA)    | Thomas Voeckler (FRA)   |
| 11      | július 15. | Saint-Flour – Figeac                 | 164        | David Moncoutié (FRA)     | Thomas Voeckler (FRA)   |
| 12      | július 16. | Castelsarrasin – La Mongie           | 197        | Ivan Basso (ITA)          | Thomas Voeckler (FRA)   |
| 13      | július 17. | Lannemezan – Plateau de Beille       | 205        | Lance Armstrong (USA)     | Thomas Voeckler (FRA)   |
| 14      | július 18. | Carcassonne – Nîmes                  | 192        | Aitor Gonzalez (ESP)      | Thomas Voeckler (FRA)   |
| 15      | július 20. | Valréas – Villard-de-Lans            | 180        | Lance Armstrong (USA)     | Lance Armstrong (USA)   |
| 16      | július 21. | Le Bourg-d’Oisans – Alpe d’Huez      | 15 *       | Lance Armstrong (USA)     | Lance Armstrong (USA)   |
| 17      | július 22. | Le Bourg-d’Oisans – Le Grand Bornand | 204        | Lance Armstrong (USA)     | Lance Armstrong (USA)   |
| 18      | július 23. | Annemasse – Lons-le-Saunier          | 166        | Juan Miguel Mercado (ESP) | Lance Armstrong (USA)   |
| 19      | július 24. | Besançon – Besançon                  | 55 *       | Lance Armstrong (USA)     | Lance Armstrong (USA)   |
| 20      | július 25. | Montereau – Párizs                   | 163        | Tom Boonen (BEL)          | Lance Armstrong (USA)   |

- A versenyt 1999 és 2005 között hétszer megnyerő amerikai Lance Armstrongot a Nemzetközi Kerékpáros Szövetség (UCI) 2012. október 22-én hivatalosan megfosztotta az összes elsőségétől szisztematikus doppingolás megalapozottnak tekintett vádjával.[1]